# Gale Harold
Gale Morgan Harold III, född 10 juli 1969 i Decatur i utkanten av Atlanta, Georgia, är en amerikansk skådespelare. Han är känd för att både ha ledande och återkommande roller, i TV-serier som Queer as Folk, Deadwood, Desperate Housewives, Grey's Anatomy, The Secret Circle och Defiance.
Harold fick tipset av att bli skådespelare under år 1997, av Martin Landaus dotter Susan Landau. Han hoppade därför av sina då pågående studier på San Francisco Art Institute, för att sedan flytta till Los Angeles, där han under tre års tid skulle komma att studera på intensiva dramakurser.

## Filmografi (i urval)

### Filmer
- 2009 – Passenger Side
- 2011 – Fertile Ground
- 2014 – Det blodiga fältet
- 2015 – Andron
- 2015 – Kiss Me, Kill Me

### TV-serier
- 2000–2005 – Queer as Folk (TV-serie)
- 2003 – Law & Order: Special Victims Unit (TV-serie)
- 2006 – The Unit (TV-serie)
- 2006 – Deadwood (TV-serie)
- 2006 – Vanished (TV-serie)
- 2007 – Grey's Anatomy (TV-serie)
- 2008–2009 – Desperate Housewives (TV-serie)
- 2010 – CSI: New York (TV-serie)
- 2010–2011 – Hellcats (TV-serie)
- 2011–2012 – The Secret Circle (TV-serie)
- 2013–2014 – Defiance (TV-serie)
- 2018 – Criminal Minds (TV-serie)